# Al-Mansur Muhammad (sultán mameluco)
Al-Mansur Salah ad-Din Muhammad ibn Hajji ibn Muhammad ibn Qalawun (1347/48-1398), más conocido como al-Mansur Muhammad, fue sultán mameluco de Egipto entre 1361-1363. Gobernó solo de nombre, con el poder en manos de los magnates mamelucos, en particular Yalbugha al-Umari, regente de al-Mansur Muhammad. Este último hizo que mataran al predecesor y tío de al-Manur Muhammad, an-Nasir Hasan, y al-Mansur Muhammad fue designado para reemplazarlo.

## Biografía
Al-Mansur Muhammad era hijo del sultán al-Muzaffar Hajji (r. 1346-1347). Tras el asesinato de su tío, el sultán an-Nasir Hasan (r. 1354-1361), por el emir Yalbugha al-Umari en 1361, este último y los otros emires o magnates seleccionaron a al-Mansur Muhammad, un adolescente, como sucesor de an-Nasir Hasan. Sus hacedores de reyes estaban formados por ocho emires, entre los que destacaban los emires Yalbugha y Taybugha al-Tawil. Su decisión de nombrar a al-Mansur Muhammad, nieto del sultán An-Nassir Muhammad (r. 1310-1341), puso fin a la tradición de instalar a los hijos de an-Nasir Muhammad como sultanes. Eligieron a al-Mansur Muhammad en lugar del último hijo superviviente de an-Nasir Muhammad, al-Amjad Husayn, porque creían que al-Mansur Muhammad sería más fácil de controlar. En el nuevo orden, Yalbugha era el más poderoso de los emires mayores, aunque gobernaba principalmente en concierto con Taybugha.
A principios de 1363, Yalbugha y Taybugha hicieron destituir a al-Mansur Muhammad basándose en acusaciones de comportamiento ilícito del sultán. Eligieron a su primo, al-Ashraf Sha'ban, el hijo de diez años de al-Amjad Husayn, como sucesor de al-Mansur Muhammad, en la creencia de que sería más fácil de dominar. Al-Mansur Muhammad murió en 1398 y fue enterrado en el mausoleo de su abuela paterna (esposa de al-Muzaffar Hajji) en la isla Rawda. Tuvo diez hijos.